# The World's Greatest Super Friends
The World's Greatest Super Friends is een Amerikaanse animatieserie gebaseerd op de Justice League-strips van DC Comics. De serie liep van 22 september 1979 tot 27 september 1980. De serie is de 4e incarnatie van de Super Friends series.

## Verhaal
In tegenstelling tot vorige Super Friends series draaide deze serie slechts om een select groepje superhelden, zonder gastoptredens van andere personages.
De plots van de afleveringen waren sterk gebaseerd op folklore en klassieke sprookjes. Zo bezocht het team ondergrondse werelden, werd veranderd in vampiervleermuizen en bevocht kwaadaardige versies van zichzelf uit een parallel universum.

## Personages
- Superman
- Batman
- Robin
- Wonder Woman
- Aquaman
- The Wonder Twins
- Gleek

## Rolverdeling
- William Callaway - Aquaman
- Michael Bell - Zan, Gleek
- Danny Dark - Superman
- Shannon Farnan - Wonder Woman
- Casey Kasem - Robin
- Olan Soule - Batman
- Liberty Williams - Jayna
- William Woodson - Narrator

## Afleveringen
- Rub Three Times For Disaster - Episode 1
- Lex Luthor Strikes Back - Episode 2
- Universe of Evil - Episode 3
- Space Knights Of Camelon - Episode 4
- Lord Of Middle Earth - Episode 5
- Terror at 20,000 Fathoms - Episode 6
- The Super Friends Meet Frankenstein - Episode 7
- Planet of Oz - Episode 8